# Taraori

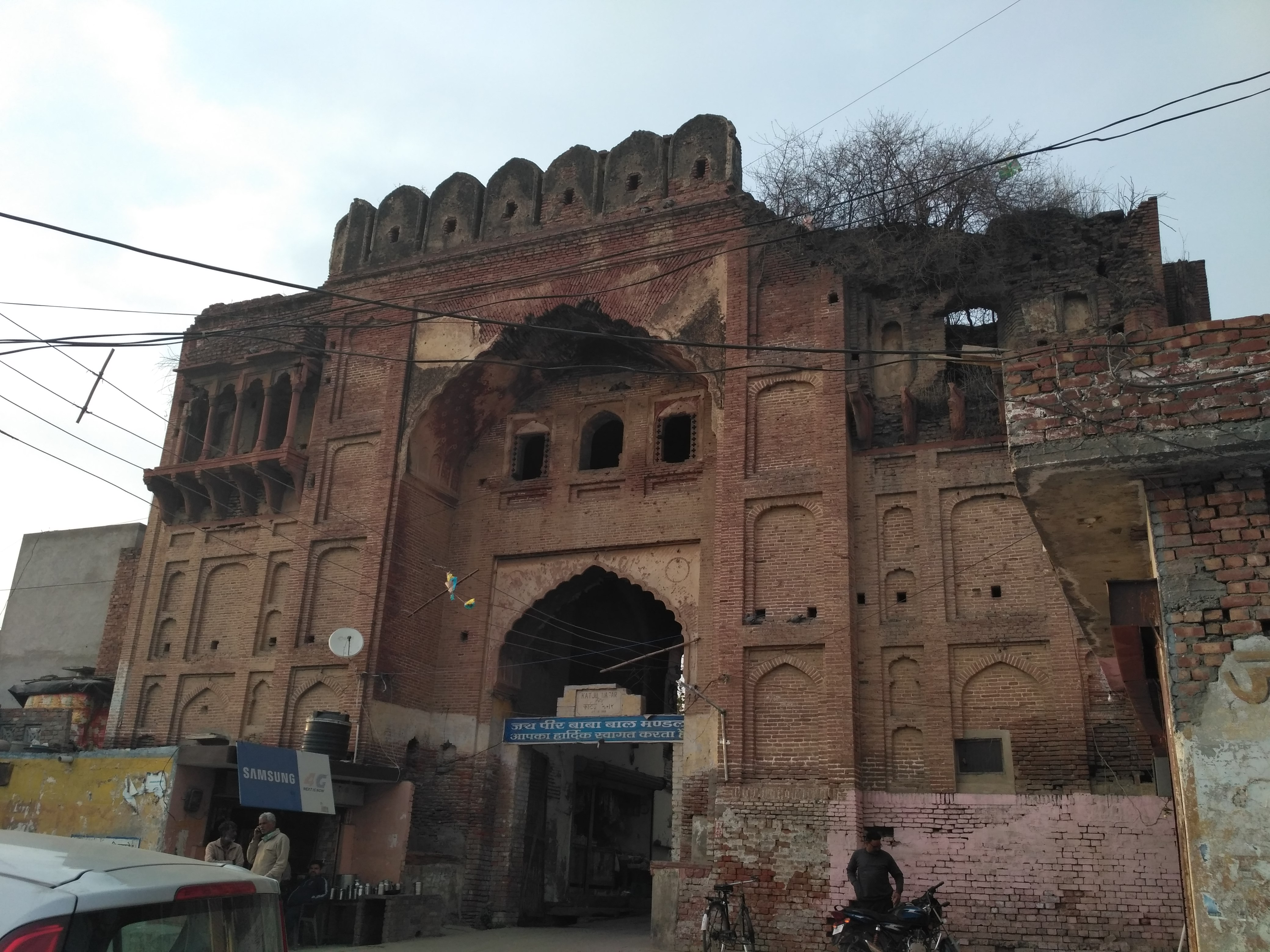
Prithviraj Chauhan' Fort-2, Taraori, Haryana

Taraori là một thành phố và là nơi đặt ủy ban đô thị (municipal committee) của quận Karnal thuộc bang Haryana, Ấn Độ.

## Nhân khẩu
Theo điều tra dân số năm 2001 của Ấn Độ, Taraori có dân số 22.205 người. Phái nam chiếm 54% tổng số dân và phái nữ chiếm 46%. Taraori có tỷ lệ 62% biết đọc biết viết, cao hơn tỷ lệ trung bình toàn quốc là 59,5%: tỷ lệ cho phái nam là 66%, và tỷ lệ cho phái nữ là 56%. Tại Taraori, 15% dân số nhỏ hơn 6 tuổi.